# Березень 2023
Березень 2023 — третій місяць 2023 року, що розпочався у середу 1 березня та закінчився у п'ятницю 31 березня.

## Події
- Початок березня
  - Циклон «Фредді» забрав життя щонайменше 101 людини на Мадагаскарі, Малаві, Мозамбіку та Зімбабве[1]
- 1—2 березня
  - У Нью-Делі (Індія) відбувається зустріч Міністрів закордонних справ Великої Двадцятки G20
- 5 березня
  - Дніпрянка Ярослава Магучіх захистила титул чемпіонки Європи зі стрибків у висоту[2]
  - Відбулись парламентські вибори в Естонії, Партія реформ отримала більшість місць у Рійгікогу[3]
- 7 березня
  - У Грузії розпочалися масові протести внаслідок підтримки парламентом нового закону про іноземних агентів
- 10 березняSilicon Valley Bank був визнаний банкрутом, що стало другим найбільшим банкрутством банку в США[4]
  - У Пекіні, за посередництва Китаю, Іран та Саудівська Аравія підписали угоду про відновлення дипломатичних відносин, розірваних у 1988 році[5][6][7][8][9]
- 12 березня
  - Відбулась 95-та церемонія нагородження кінопремії «Оскар»: відзнаки за найкращий фільм та найкращу режисерську роботу отримав фільм «Все завжди і водночас» Денієла Шайнерта і Дена Квана (на фото); найкращим актором визнано Брендана Фрейзера, найкращою актрисою — Мішель Єо[10]
- 17 березня
  - Міжнародний кримінальний суд видав ордер на арешт президента Росії Володимира Путіна за підозрою у вчиненні воєнного злочину — незаконної депортації та переміщення українських дітей до Росії
- 20 березня
  - Швейцарський банк UBS поглинає збитковий Credit Suisse, на тлі краху 10 березня каліфорнійського SVB. Задля уникнення європейської фінансової кризи, Центробанк Швейцарії на період поглинання надає обом банкам допомогу 108 млрд євро[11][12][13]
- 22 березня
  - Роберт Меткалф здобув премію Тюрінга за винахід Ethernet[14]
- 26 березня
  - Перехід на літній час у Європі.